# Omorgus squamosus
Omorgus squamosus là một loài bọ cánh cứng trong họ Trogidae.